# Gentleman Jack
A Gentleman Jack 2019 és 2022 között vetített amerikai–brit történelmi drámasorozat, amelyet Sally Wainwright írt és alkotott. A főbb szerepekben Suranne Jones, Sophie Rundle, Joe Armstrong, Amelia Bullmore és Rosie Cavaliero látható.
Az első évadot az Egyesült Királyságban 2019. május 19-én a BBC One, Amerikában 2019. április 22-én és Magyarországon 2019. április 23-én az HBO mutatta be. A második évadot az Egyesült Királyságban 2022. április 10-én a BBC One, Amerikában 2022. április 25-én és Magyarországon 2022. április 26-án az HBO mutatta be.
2022 júliusában két évad után törölték a sorozatot.

## Ismertető
1832-ben Miss Anne Lister összetört szívvel hagyja el Hastingset, és visszatér a Shibden Hall birtokra, amelyet nagybátyjától örökölt. A festői Halifaxban található birtok helyreállítása közben felfedezi, hogy szomszédai, a Rawson fivérek, titokban szenet lopnak a földje alatti bányákból. Elhatározza, hogy újranyitja a birtok régóta bezárt bányáját, és megpróbálja visszaszerezni az ellopott erőforrásokat. Eközben ez a különleges női birtokos egyre mélyebb és veszélyesebb románcba keveredik Miss Ann Walkerrel, a Crow Nest birtok gazdag örökösnőjével. Minden érzését és tervét titkosírással jegyzi fel naplójában, amely élete és szerelmeinek rejtett krónikájává válik.

## Szereplők

### Főszereplők
| Szereplő               | Színész         | Magyar hang    | Leírás |
| ---------------------- | --------------- | -------------- | --- |
| Anne Lister            | Suranne Jones   | Pálfi Kata     | Angol naplóíró, aki híressé vált a naplójában tett felfedezéseiről, melyek miatt „az első modern leszbikus” jelzőt kapta. |
| Ann Walker             | Sophie Rundle   | Földes Eszter  | Anne Lister menyasszonya és későbbi felesége.                                                                             |
| Samuel Washington      | Joe Armstrong   | Pataki Ferenc  | Ann Walker és Anne Lister birtokainak intézője.                                                                           |
| Elizabeth Cordingley   | Amelia Bullmore | Tóth Enikő     | William Priestley felesége.                                                                                               |
| Elizabeth Cordingley   | Rosie Cavaliero | Kiss Erika     | A Lister család szakács-háziasszonya, valamint Anne Lister egykori komornája.                                             |
| Marian Lister          | Gemma Whelan    | Tarr Judit     | Anne Lister testvére. |
| Anne Lister néni       | Gemma Jones     | Császár Angela | |
| Jeremy Lister kapitány | Timothy West    | Beregi Péter   | Anne Lister apja. |
| Thomas Sowden          | Tom Lewis       |                | Anne Lister egyik bérlője..                                                                                               |

### Mellékszereplők
| Szereplő             | Színész          | Magyar hang                                           | Leírás                                                                         |
| -------------------- | ---------------- | ----------------------------------------------------- | ------------------------------------------------------------------------------ |
| Ann Walker néni      | Stephanie Cole   | Pásztor Erzsi                                         |                                                                                |
| James Holt           | George Costigan  | Ujréti László (1. évad) Petridisz Hrisztosz (2. évad) | Anne Lister alkalmazottja, aki segít a szénüzletének irányításában.            |
| William Priestley    | Peter Davison    | Várkonyi András                                       | Ann Walker unokatestvére és az elzálogosított birtokának egyik vagyonkezelője. |
| Jeremiah Rawson      | Shaun Dooley     | Rába Roland (1. évad) Fesztbaum Béla (2. évad)        | Ann Walker unokatestvére és Christopher Rawson testvére.                       |
| Christopher Rawson   | Vincent Franklin | Bede-Fazekas Szabolcs                                 | Bíró és Ann Walker unokatestvére.                                              |
| Marianna Lawton      | Lydia Leonard    | Ligeti Kovács Judit                                   | Anne Lister egykori szeretője, akivel alkalmanként még mindig együtt alszik.   |
| Elizabeth Sutherland | Katherine Kelly  | Peller Anna (1. évad) Majsai-Nyilas Tünde (2. évad)   | Ann Walker nővére, aki Skóciában él a férjével és gyermekeivel.                |
| Sutherland kapitány  | Derek Riddell    | Debreczeny Csaba                                      | Elizabeth férje.                                                               |

### Magyar változat
- Bemondó: Orosz Gergely
- Magyar szöveg: Schultz Ádám (1. évad), Szojka László (2. évad)
- Hangmérnök: Policza Imre
- Vágó: Kránitz Bence (1. évad),  Házi Sándor (2. évad)
- Gyártásvezető: Újréti Zsuzsa (1. évad), Bogdán Anikó (2. évad)
- Szinkronrendező: Aprics László
- Produkciós vezető: Marjay Szabina (1. évad), Dallos Miklós (2. évad)

A szinkront az SDI Media Hungary készítette el.

## Évados áttekintés
| Évad | Évad | Részek száma | Részek száma | Eredeti sugárzás  | Eredeti sugárzás | Eredeti adó       | Magyar sugárzás   | Magyar sugárzás  | Magyar adó |
| Évad | Évad | Részek száma | Részek száma | Évadbemutató      | Évadzáró         | Eredeti adó       | Évadbemutató      | Évadzáró         | Magyar adó |
| ---- | ---- | ------------ | ------------ | ----------------- | ---------------- | ----------------- | ----------------- | ---------------- | ---------- |
|      | 1.   | 8            | 8            | 2019. április 22. | 2019. június 10. |                   | 2019. április 23. | 2019. június 11. |            |
|      | 2.   | 8            | 8            | 2022. április 25. | 2022. június 13. | 2022. április 26. | 2022. június 14.  |                  |            |

## Epizódok

### 1. évad (2019)
| Sor. | Év. | Cím                                          | Rendező          | Író              | Premier                                             |
| ---- | --- | -------------------------------------------- | ---------------- | ---------------- | --------------------------------------------------- |
| 1.   | 1.  | I Was Just Passing                           | Sally Wainwright | Sally Wainwright | 2019. április 22. 2019. május 19. 2019. április 22. |
| 2.   | 2.  | I Just Went There To Study Anatomy           | Sally Wainwright | Sally Wainwright | 2019. április 29. 2019. május 26. 2022. április 30. |
| 3.   | 3.  | Oh Is That What You Call It?                 | Sarah Harding    | Sally Wainwright | 2019. május 6. 2019. június 2. 2019. május 7.       |
| 4.   | 4.  | Most Women Are Dull and Stupid               | Sarah Harding    | Sarah Harding    | 2019. május 13. 2019. június 9. 2019. május 13.     |
| 5.   | 5.  | Let's Have Another Look at Your Past Perfect | Jennifer Perrott | Sally Wainwright | 2019. május 20. 2019. június 16. 2019. május 21.    |
| 6.   | 6.  | Do Ladies Do That?                           | Jennifer Perrott | Sally Wainwright | 2019. május 27. 2019. június 23. 2019. május 28.    |
| 7.   | 7.  | Why've You Brought That?                     | Sally Wainwright | Sally Wainwright | 2019. június 3. 2019. június 30. 2019. június 4.    |
| 8.   | 8.  | Are You Still Talking?                       | Sally Wainwright | Sally Wainwright | 2019. június 10. 2019. július 7. 2019. június 11.   |

### 2. évad (2022)
| Sor. | Év. | Cím                                          | Rendező         | Író              | Premier                                               |
| ---- | --- | -------------------------------------------- | --------------- | ---------------- | ----------------------------------------------------- |
| 9.   | 1.  | Faith is All                                 | Edward Hall     | Sally Wainwright | 2022. április 10. 2022. április 25. 2022. április 26. |
| 10.  | 2.  | Two Jacks Don't Suit                         | Edward Hall     | Sally Wainwright | 2022. április 17. 2022. május 2. 2022. május 3.       |
| 11.  | 3.  | Tripe All Over the Place, Presumably         | Edward Hall     | Sally Wainwright | 2022. április 24. 2022. május 9. 2022. május 10.      |
| 12.  | 4.  | I'm Not the Other Woman, She Is              | Amanda Brotchie | Sarah Harding    | 2022. május 1. 2022. május 16. 2022. május 17.        |
| 13.  | 5.  | A Lucky and Narrow Escape                    | Amanda Brotchie | Sally Wainwright | 2022. május 8. 2022. május 23. 2022. május 24.        |
| 14.  | 6.  | I Can Be as a Meteor in Your Life            | Fergus O'Brien  | Sally Wainwright | 2022. május 15. 2022. május 30. 2019. május 31.       |
| 15.  | 7.  | What's All That Got to Do with Jesus Though? | Fergus O'Brien  | Sally Wainwright | 2022. május 22. 2022. június 6. 2022. június 7.       |
| 16.  | 8.  | It's Not Illegal                             | Fergus O'Brien  | Sally Wainwright | 2022. május 29. 2022. június 13. 2019. június 14.     |

## A sorozat készítése
2016 novemberében Sally Wainwright forgatókönyvíró 30 000 fontos forgatókönyvírói ösztöndíjat kapott a Wellcome Trust jótékonysági szervezettől, a Film4 és a British Film Institute közreműködésével. Wainwright elárulta a médiának, hogy egy drámasorozatot ír az iparos, földbirtokos és intellektuális Anne Lister életéről, és az ösztöndíjat kutatásainak bővítésére fogja felhasználni. 2017 márciusában bejelentették, hogy a BBC One és az amerikai HBO megrendelte a nyolcrészes sorozatot, amelyet előzetesen Shibden Hall néven neveztek el, Lister ősrégi otthona után. Wainwright-ot nevezték ki a sorozat rendezőjének és vezető producerének, Piers Wenger és Faith Penhale társaságában. Wainwright, aki Yorkshire-ben nőtt fel, a Shibden Hall környékén, több mint 20 éve szerette volna megírni Anne Lister történetét. Listert "ajándéknak" nevezte a drámaírók számára, és "az egyik leglelkesebb, legizgalmasabb és legbriliánsabb nőt a brit történelemben." 2017 júliusában a sorozatot átnevezték Gentleman Jac-ra, és Suranne Jones-t jelentették be Lister szerepére. 2018 áprilisában Sophie Rundle csatlakozott a produkcióhoz Ann Walker szerepében, Lister leendő feleségeként.
2018 novemberében Katherine Kelly-t választották Elizabeth Sutherland szerepére, Sofie Gråbøl lett Marie dán királynő, Tom Lewis pedig Thomas Sowden.

### Forgatás
A forgatás helyszínei Yorkshire-ben és környékén zajlottak, beleértve a Shibden Hall-t, mint Anne Lister otthonát, valamint a Sutton Parkot, mint Ann Walker otthonát.
Az első évad utolsó jeleneteit a Goodramgate-en és a Precentor's Court-on, Yorkban forgatták. Három másik helyszínt is felhasználtak Yorkban a sorozat során: a Duncombe Place-t, Minster Yard-ot és a Holy Trinity Church-t.
A második évad forgatása, amelyet a koronavírus-világjárvány késleltetett, 2020 októberében folytatódott. Ezt ismét leállították, majd 2021 nyarán folytatták. Suranne Jones megerősítette, hogy a második évad forgatása 2021. október 4-én befejeződött. A hatodik epizód jeleneteit a Shibden-völgy egyik történelmi bányájában, a Bare Head Tunnel közelében forgatták.